# Wataru Tanigawa
Wataru Tanigawa (født 23. juli 1996) er en japansk  gymnast. 
Ved sommer-OL 2020 i Tokyo, Japan, konkurrerede Tanigawa for Japan på et hold, sammen Kaya Kazuma, Kitazono Takeru og Hashimoto Daiki. Holdet vandt olympisk sølv med en samlet score på 262.397, 0.103 point efter det vindende hold.